# Mikuláš Puchner
Mikuláš Puchner, OCr., (?, Loket – 1490) byl dvacátý velmistr a generál řádu Rytířského řádu křižovníků s červenou hvězdou.

## Život a působení

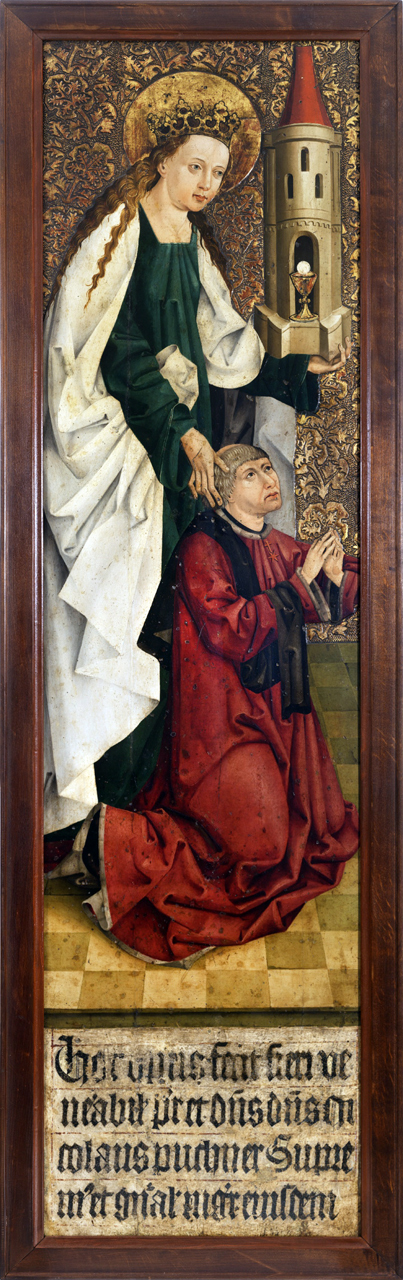
Výjev z Puchnerovy archy: velmistr Mikuláš Puchner vyobrazen se svatou Barborou. Národní galerie v Praze

Pocházel z okolí Lokte a roku 1460 nahradil odvolaného velmistra křižovnického řádu Andrease Pesmeta. Jako velmistr se zasloužil o znovunabytí části řádového majetku, který obsadili husité. Roku 1469 byli poddaní v Chlumu osvobozeni od roboty a získali i další privilegia. Král Vladislav Jagellonský na jeho žádost svěřil řádu soudní pravomoc na řádových statcích. Soudní řízení se konala v kostele sv. Petra na Poříčí v Praze, kde je nad vchodem znázorněn soudcovský meč.
V roce 1482 dal Puchner zhotovit velký křídlový oltář pro křižovnický kostel svatého Františka u Karlova mostu v Praze. Část tohoto oltáře, tzv. Puchnerova archa, která je jednou z nejvýznamnějších českých pozdně gotických památek, je vystavena v Národní galerii v Praze, socha Panny Marie je umístěna v křižovnickém kostele.